# Großefehn
Großefehn egy község Németországban, az Aurichi járásban. Lakosainak száma 14 246 fő (2023. december 31.).

## Népessége
| Lakosok száma | 13 927 | 13 926 | 13 915 | 14 138 | 14 210 | 14 246 |
|               | 2016   | 2017   | 2019   | 2021   | 2022   | 2023   |

## Földrajza
Großefehn Firrel, Hesel és Ihlow községekkel határos.